# Beate Albrecht
Beate Albrecht   (Gotha, 23 de maig de 1921 - 2017) és una violinista i pedagoga musical alemanya.

## Biografia
Albrecht va rebre les seves primeres lliçons pràctiques de piano de Kurt Johnen a Berlín, les seves lliçons de teoria després de la seva "Allgemeinen Musiklehre". Va completar els seus estudis al Conservatori de Dresden centrant-se en el violí, el piano, la flauta de bec - trobada amb l'ensenyament de la tònica. Això va ser seguit per una plaça de professor a l'Institut Pedagògic i Seminari de Jardí d'Infants a Dresden i estudis de violí amb Walter Hansmann (1875-1963) a Erfurt. Després, es va convertir en professora privada de música a Gotha i es va dedicar a activitats de concert. Després del seu matrimoni i el seu trasllat a Sandershausen, es va convertir en professora de música i professora particular de música de violí, flauta de bec i piano.

## Educació musical
Albrecht va desenvolupar un concepte de solmització: posar notes en lloc d'escriure notes. La representació gràfica de les notes fa entenedora l'estructura i regularitat dels sistemes de to i afavoreix el procés d'aprenentatge. Les síl·labes de solmització relativa porten l'alumne a captar conscientment les relacions tonals i les tensions d'interval, a experimentar i apreciar el caràcter gradual dels tons. Va registrar les seves experiències metodològiques amb la relativa solmització a les classes de música i va utilitzar les seves troballes per dur a terme suports didàctics i materials d'acompanyament per a les classes de música. La solmització relativa s'ha convertit en un mètode provat per ajudar els nens a fer la transició d'una comprensió intuïtiva a una racional de la música, especialment la notació musical.

## Publicacions
- Töne, Lagen, Griffbrett. Verlag Merseburger, Kassel 1985
- Singen mit der Silbenfibel. Verlag Merseburger, Kassel 1987
- Silbenfibel per a violí. Verlag Merseburger, Kassel 1987
- Noten legen – mehr als ein Spiel. Verlag Merseburger, Kassel 1990
- Durch Greifen - begreifen. Do, re, mi auf Tasteninstrumenten. Verlag Merseburger, Kassel 1995
- Ohne Mühe die Noten erleben. Verlag Merseburger, Kassel 2001
- Comerç electrònic in der kaufmännischen Berufsausbildung Zwischenbericht.[3]